# Список пресмыкающихся Эстонии
Здесь представлен Список пресмыкающихся Эстонии.

## ОтрядЧерепахи(Testudines)
- Семейство Американские пресноводные черепахи (Emydidae)[1] (см. Пресноводные черепахи)
  - Род Болотные черепахи (Emys)[2]
    - Вид Болотная черепаха (Emys orbicularis) — возможно обнаружение, так как вид известен из Литвы и Ленинградской области.[3]

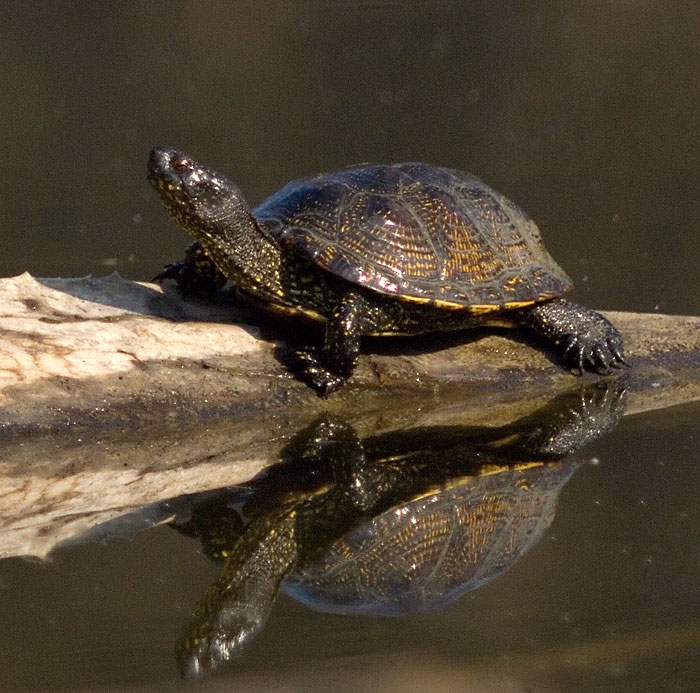
Болотная черепаха

## ОтрядЯщерицы(Sauria)
- Семейство Веретенициевые (Anguidae)
  - Род Веретеницы (Anguis)
    - Вид Веретеница ломкая или Медяница (Anguis fragilis)[3]
- Семейство Настоящие ящерицы (Lacertidae)
  - Род Зелёные ящерицы (Lacerta)
    - Вид Прыткая ящерица (Lacerta agilis);

  - Род Лесные ящерицы[2]
    - Вид Живородящая ящерица (Zootoca vivipara)

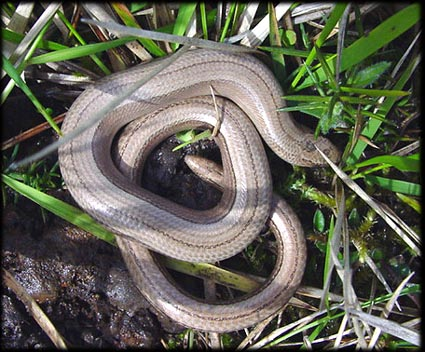
Веретеница ломкая
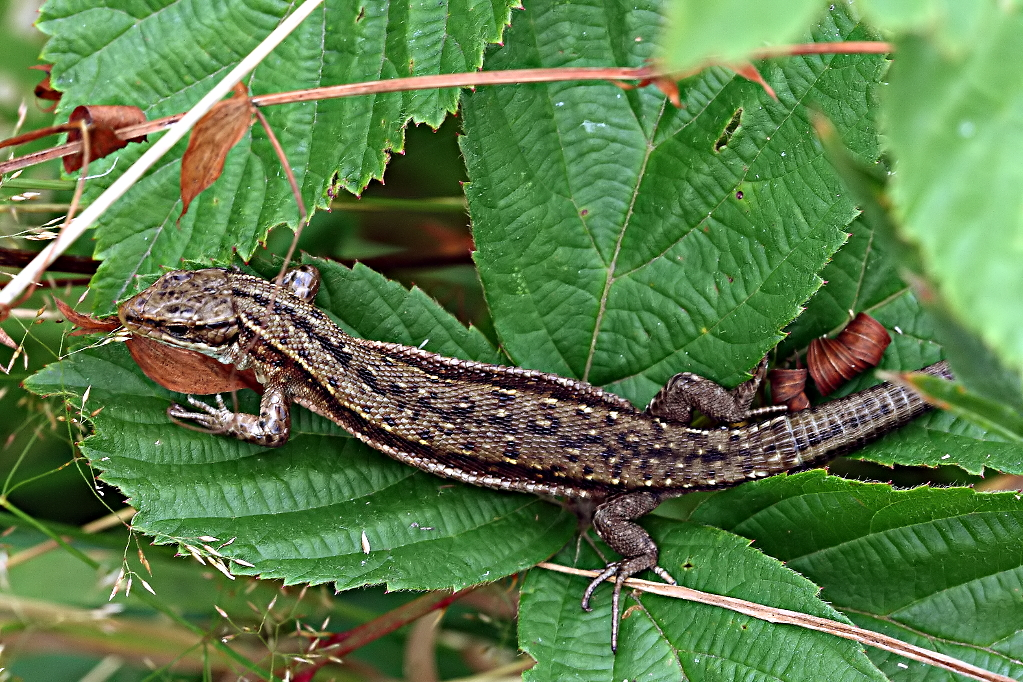
Прыткая ящерица
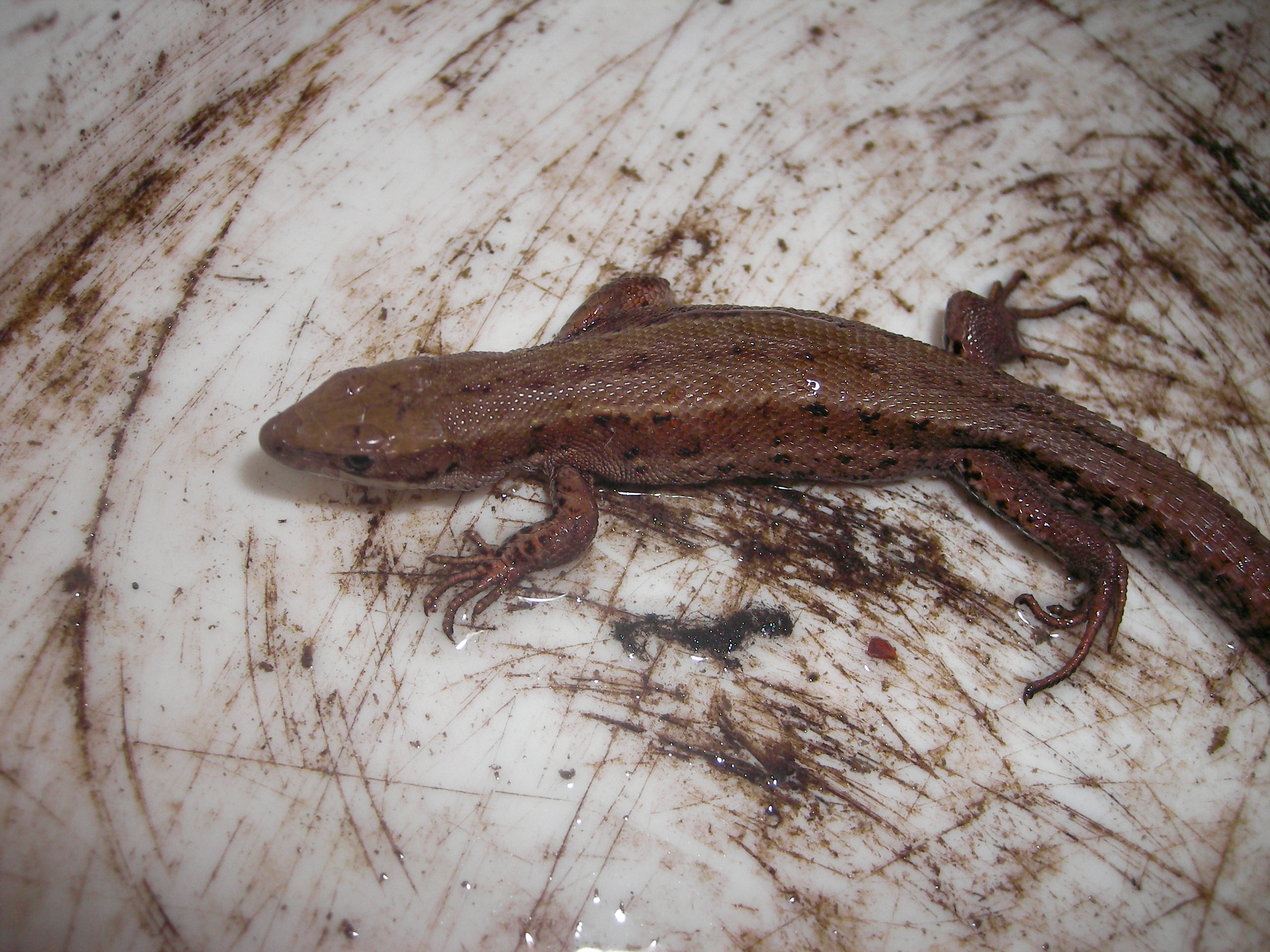
Ящерица живородящая

## ОтрядЗмеи(Serpentes)
Несмотря на отсутствие официального подтверждения обнаружения в Эстонии обыкновенной медянки (Coronella austriaca) (Семейство Ужеобразные) не исключено наличие локальных популяций или интродукций.
- Семейство Ужеобразные (Colubridae)
  - Род Настоящие ужи (Natrix)
    - Вид Обыкновенный уж (Natrix natrix);
- Семейство Гадюковые змеи, или гадюки (Viperidae)
  - Род Гадюки, или настоящие гадюки (Vipera)
    - Вид Обыкновенная гадюка (Vipera (Pelias) berus);

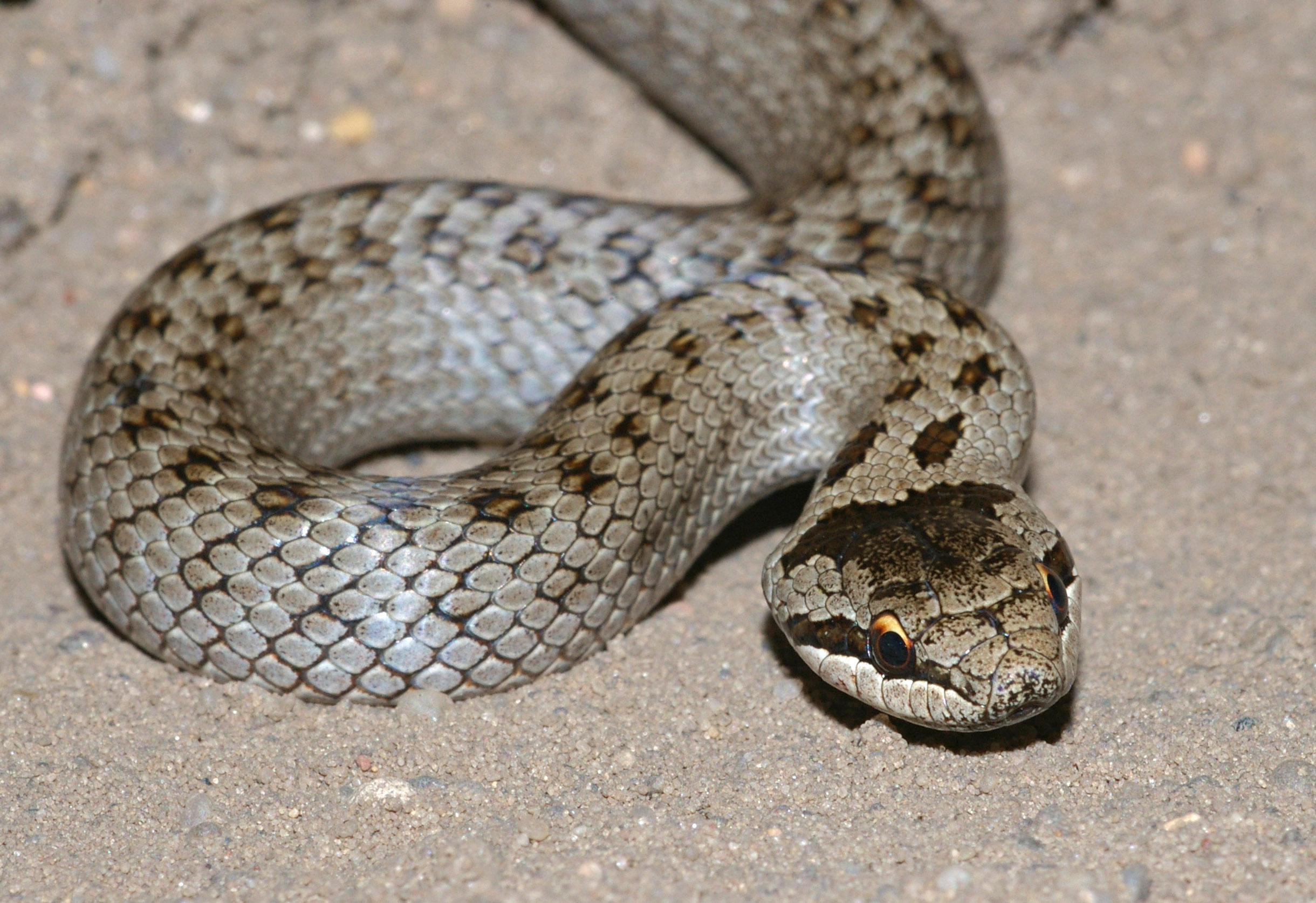
Обыкновенная медянка
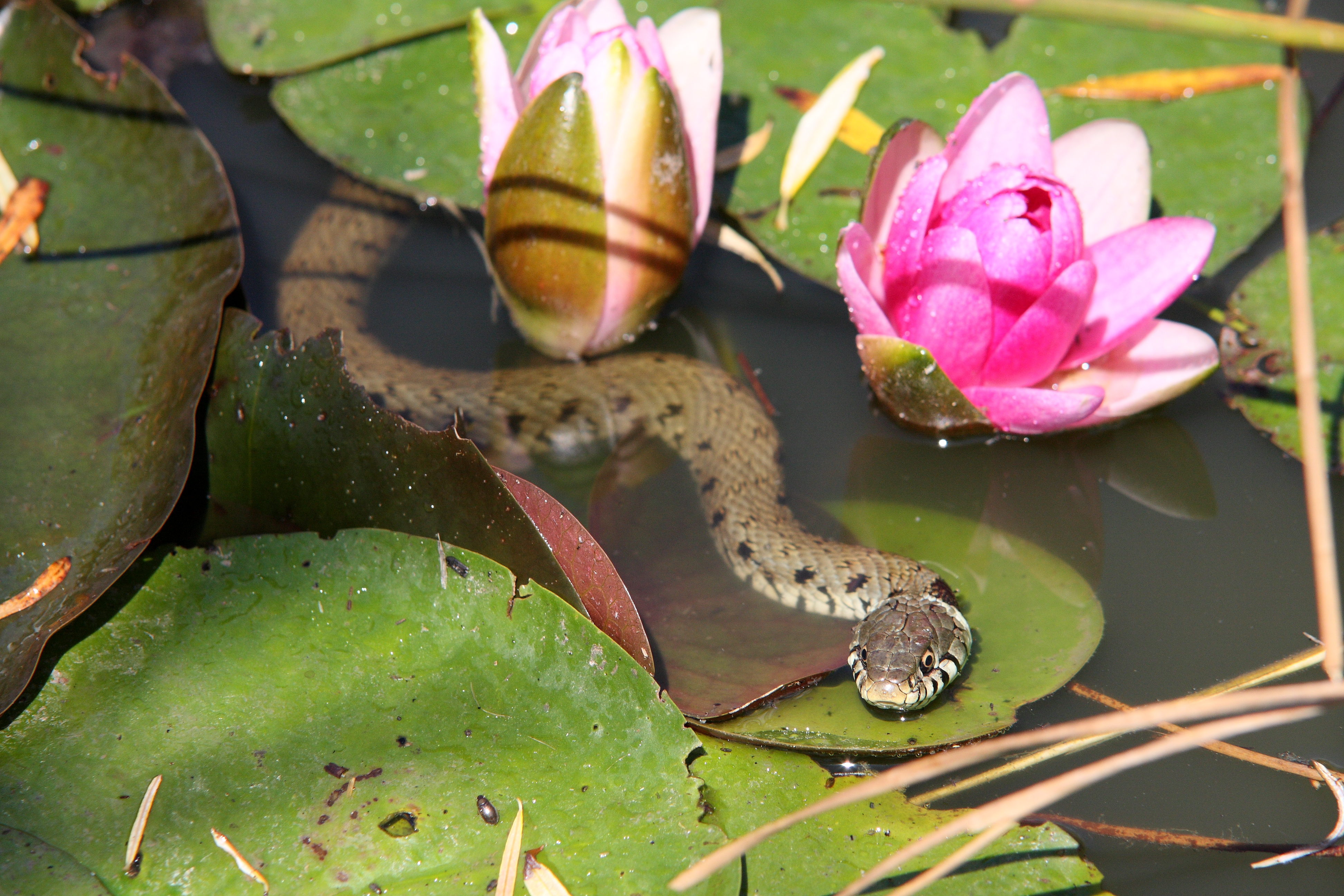
Обыкновенный уж
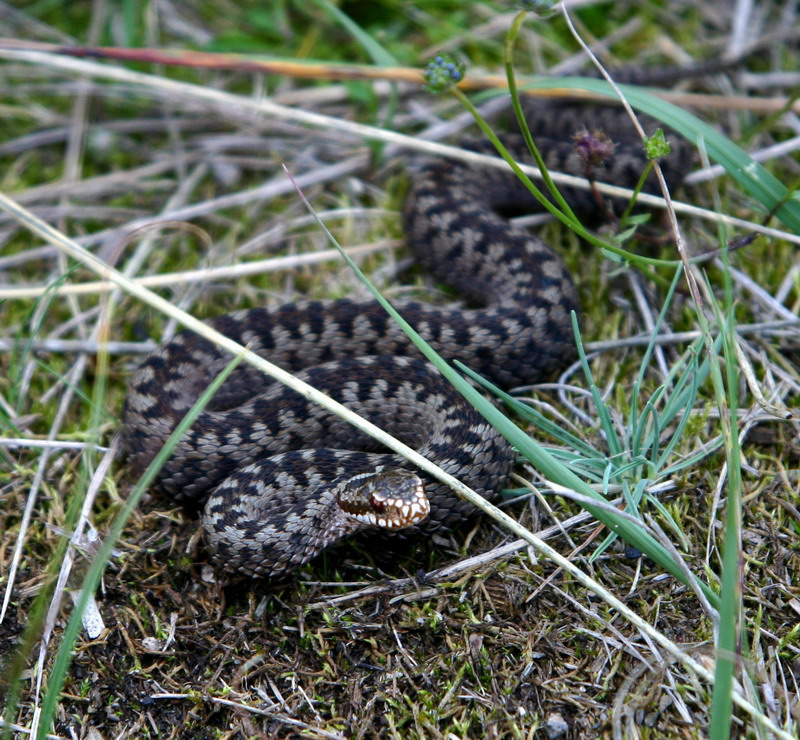
Обыкновенная гадюка